# Scienceindustries
Scienceindustries (Eigenschreibweise in Kleinbuchstaben), vormals Schweizerische Gesellschaft für Chemische Industrie (SGCI), ist der Schweizer Wirtschaftsverband der Unternehmen der chemischen Industrie, der Pharmaindustrie und der Biotechnologie. Die 250 Mitgliedsunternehmen sind überwiegend in der Forschung, Entwicklung, Herstellung oder dem Verkauf von pharmazeutischen Erzeugnissen, Vitaminen, industriellen Spezialchemikalien, Pflanzenschutzmitteln sowie Aromen und Riechstoffen tätig.

## Geschichte
Der Wirtschaftsverband wurde 1882 unter dem Namen Schweizerische Gesellschaft für Chemische Industrie (kurz SGCI) gegründet. Er ist als Verein organisiert und unterhält seit 1945 eine Geschäftsstelle in Zürich.
Traditionell setzte sich der Wirtschaftsverband für einen wettbewerbsfähigen Produktions-, Wissens- und Unternehmensstandort Schweiz, den freien Zugang zu den Weltmärkten und die Förderung der Innovationsmentalität in der Gesellschaft ein. 2008 gründete er die Simplyscience Stiftung, die Jugendliche an Wissenschaft und Technik heranführen soll.
Seit 2011 tritt der Wirtschaftsverband unter dem heutigen Namen auf und vertritt auch die wirtschaftspolitischen Interessen in den Bereichen Life Sciences, Ernährung und Konsum sowie verwandten wissenschaftsbasierten Industrien.

## Ziele
Der Verband vertritt die wirtschaftspolitischen Interessen seiner Mitgliedsunternehmen. Er setzt sich für ein marktwirtschaftliches und innovationsfreundliches Umfeld für Unternehmen am Standort Schweiz ein. Er ist Mitglied von Economiesuisse, dem Dachverband der schweizerischen Wirtschaft, und arbeitet mit europäischen und internationalen Verbänden zusammen, die gleichgerichtete Interessen vertreten (u. a. CEFIC (European Chemical Industry Council), ECPA (European Crop Protection Association), EFPIA (European Federation of Pharmaceutical Industries and Associations), EuropaBio (The European Association for Bioindustries), CropLife International (Global Federation of the Plant Science Industry), ICCA (International Council of Chemical Associations), IFAH (International Federation for Animal Health), IFPMA (International Federation of Pharmaceutical Manufacturers and Associations)).